# Setge de Montsó (1642)
El Setge de Montsó de 1642 fou un dels episodis de la Guerra dels Segadors. La primavera del 1640, Francesc de Tamarit fou empresonat acusat de no facilitar les lleves i els allotjaments. Camperols revoltats van entrar a Barcelona el 22 de maig i el posaren en llibertat. El 7 de juny del mateix any, en el Corpus de Sang, grups de segadors entren de nou a la ciutat i fou assassinat el virrei de Catalunya Dalmau III de Queralt.
El setembre, l'exèrcit de Felip IV va ocupar Tortosa amb l'aliança senyorial catalana i del bisbe de la ciutat, que, com la totalitat dels bisbes que ocupaven les seus catalanes, era políticament reialista. L'ocupació fou seguida d'una duríssima repressió contra el poble revoltat. El 17 de gener de 1641, davant l'alarmant penetració de l'exèrcit castellà, Pau Claris al capdavant de la Generalitat de Catalunya, proclamà la República Catalana, amb l'adhesió de la burgesia urbana descontenta per la pressió fiscal, acordant una aliança politicomilitar amb França. Per obtenir l'ajuda, es posava Catalunya sota l'obediència de Lluís XIII de França. Pocs dies després, amb l'ajuda de l'exèrcit francès, la Generalitat obtingué una important victòria militar en la batalla de Montjuïc de 26 de gener. Poc més tard moria Pau Claris, i la difícil situació local i internacional, dugué a la Generalitat de Catalunya a proclamar comte de Barcelona i sobirà de Catalunya al rei Lluís XIII.
A principis de 1642 les tropes de Philippe de La Mothe-Houdancourt amb la intervenció Hoquincourt i Du Terrail, van assetjar la vila de Montsó. Hi intervingueren els regiments d'infanteria de Tonneins, Grignols, Mirepoix, Saintonge, Lyonnois i Montpeyroux, les quatre companyies reials de l'exèrcit de Catalunya (Prince d'Enguien, M. de Flavacuort, M. Gordes i M. Marines) i el regiment de La Mothe-Houdancourt de cavalleria. La plaça va caure el 19 de maig de 1642.